# سانتیاگو گومس کو
سانتیاگو گومس کو (اسپانیایی: Santiago Gómez Cou‎؛ ۱۹۰۳ – ۱۹۸۴) بازیگر اهل آرژانتین بود.
از فیلم‌ها یا برنامه‌های تلویزیونی که وی در آن نقش داشته‌است، می‌توان به شب سرقت، شیرزن، سیری‌ناپذیر، پدربزرگ، کنت مونت کریستو، قصه یک جوان فقیر و بخش اورژانس اشاره کرد.